# Reshuihe
Reshuihe är en socken i Kina. Den ligger i provinsen Sichuan, i den sydvästra delen av landet, omkring 340 kilometer söder om provinshuvudstaden Chengdu. Antalet invånare är 4 175. Befolkningen består av 2 033 kvinnor och 2 142 män. Barn under 15 år utgör 35 %, vuxna 15-64 år 60 %, och äldre över 65 år 4,0 %.
Genomsnittlig årsnederbörd är 1 080 millimeter. Den regnigaste månaden är juli, med i genomsnitt 250 mm nederbörd, och den torraste är december, med 5 mm nederbörd.